# Luk (oružje)
Luk je vrsta oružja, danas uglavnom dio sportske opreme za streličarstvo. Služi za odapinjanje strijela.
Kao vrsta oružja, luk se sastoji od:
- luka (u užem smislu) koji može biti načinjen od tise, javora, brijesta, breze, gloga, lijeske, roga, kao i čelika). Često je bio ukrašen oblogom na rukohvatu.
- konopa ili tetive, koji su pravljeni od kože, opute, volujske žile, životinjskih crijeva (najstarije), biljnih vlakana, konjske dlake i svile. Tetiva je vrlo osjetljiva na vlagu, pa se nosila pričuvna.

## Vrste
- asimetrični luk (engl. asymmetric bow)
  - yumi
- ? (grč. gastraphetes, engl. belly-bow, belly shooter)[4]
- ? (engl. cable-backed bow)
  - ? (engl. double bow, penobscot bow, wabanaki bow, mi'kmaq bow)

prema geografskom nazivu
- polukružni, pretežno turski lukovi (najkraći su od bikovog roga);
- normanski i francuski (1 m);
- talijanski (1,5 m);
- engleski dugi luk (1,8 - 2 m).
- turski/ otomanski luk
- kineski ravan luk
- mančurski luk
  - tibetski luk
- mongolski luk
- europski ravan luk
- zapadni zakrivljeni luk

prema izgledu
- zakrivljeni/ olimpijski luk (engl. recurve bow)
  - tradicionalni zakrivljeni
  - moderni zakrivljeni
- ravan luk (engl. flatbow)
- ? (engl. straight bow)
- iskrivljeni luk (engl. ??)
- ? (engl. reflex bow)
- ? (engl. decurve bow)
- ? (engl. deflex bow)
- složeni/ kombinirani luk (engl. compound bow)
- ? (engl. tall bow) - npr. ravan luk i yumi mogu biti dugački kao i dugi luk pa samim time biti tall bow
  - dugi luk (engl. longbow)
- kratak luk, jahački luk (engl. shortbow, horsebow)
- tradicionalni luk (engl. traditional bow)
- standardni luk (engl. standard bow)
- ? (engl. split-limb bow)
- ? (engl. solid-limb bow)

prema stvaranju energije
- ? (engl. torsion (based) bow)
- ? (engl. flexion (based)/ limb powered bow)

specijalni lukovi
- goli luk (engl. barebow) - instinktivno streličarstvo/gađanje, pa se ponekad naziva i instinktivan luk (engl. instinctive bow)[5]
- sklopivi luk (engl. takedown bow, folding bow)
- kratak luk, jahački luk (engl. shortbow, horsebow)
- ? (engl. flight bow)
- ? nožni luk (engl. foot bow)
- luk za preživljavanje (engl. survival bow)
- vojni luk, ratni luk  (engl. warbow)
- lovački luk (engl. hunting bow)
- ? jednokomadni luk (engl. selfbow, simple bow)
  - holmegardski luk (engl. Holmegaard bow)
- ? (engl. slingbow)

prema materijalu
- drveni
- kompozitni (engl. composite)
- stakloplastični (fiberglas)
- laminirani
- stakleni

## Poveznice
- Strijela
- Streličarstvo
- Samostrel